# Stoke Sub Hamdon
Stoke Sub Hamdon – wieś w Anglii, w hrabstwie Somerset, w dystrykcie (unitary authority) Somerset. Leży 57 km na południe od miasta Bristol i 193 km na zachód od Londynu. W 2002 miejscowość liczyła 2004 mieszkańców.